# Tarawera (rzeka)
Tarawera – rzeka w Nowej Zelandii, na Wyspie Północnej. Płynie w regionie zwanym Zatoka Obfitości, rozciągającym się wzdłuż brzegów wielkiej Zatoki Obfitości (ang. Bay of Plenty).
Wypływa z jeziora Tarawera, którego lustro wody leży na wysokości 299 m n.p.m., z niewielkiej zatoki Te Tapahoro Bay. Płynie początkowo na północny wschód północnymi zboczami aktywnego wulkanu Tarawera, w głębokiej dolinie utworzonej w ryolitycznym strumieniu lawy, który spłynął z wulkanu około 11 000 lat temu. Tu na wysokości ok. 260 m n.p.m. tworzy wysoki na 65 m wodospad Tarawera. Następnie płynie wschodnim skrajem miasta Kawerau, po czym skręca na północ, docierając do Zatoki Obfitości 6 kilometrów na północny zachód od miasteczka Edgecumbe. Na całej długości przybiera z obu stron wiele drobnych dopływów. W środkowym biegu, w rejonie Kawerau, mocno meandruje.
W górnym biegu płynie przez tereny górskie o zwartym zalesieniu. W znacznej części są to jednogatunkowe lasy gospodarcze, obsadzane sosną kalifornijską dla potrzeb przemysłowych. Poniżej Kawerau, gdzie płynie przez równinne tereny wykorzystywane rolniczo, jej brzegi porastają zwykle wąskie szpalery drzew.
Ujście rzeki Tarawera znajduje się w bliskim sąsiedztwie, ok. 8 km na zachód od ujścia rzeki Rangitaiki. Wulkanizm ma duży wpływ na jakość wody i siedlisko rzeki Tarawera i jej dopływów. Bardzo aktywny ośrodek wulkaniczny Okataina otacza jezioro Tarawera. Sam wulkan Tarawera ostatnio wybuchł w 1886 roku i pokrył górną część dorzecza rzeki Tarawera grubą na 30-100 cm warstwą popiołów aż do Mt Putauaki (Mt Edgecumbe).
W przeszłości większa część, głównie dolna, równiny Rangitaiki (ang. Rangitaiki Plains) była pokryta rozległymi terenami podmokłymi. Rzeka Rangitaiki nie wpływała tak jak dziś wprost do Zatoki Obfitości, lecz ok. 2 km wcześniej, przed wałem nadbrzeżnych wydm, skręcała ku zachodowi. Tam łączyła się z Tarawerą i obie uchodziły do Zatoki Obfitości w rejonie dzisiejszej miejscowości Matata. Pozostałości dawnego wspólnego koryta widoczne są do dziś w postaci pasa starorzeczy i mokradeł między aktualnym ujściem Tarawery i Matatą.
W drugiej dekadzie XX w. większa część koryta Tarawery poniżej obecnej drogi krajowej nr 30 (State Highway 30) została wyprostowana. Spowodowało to, że rzeka zaczęła płynąć szybciej i miała silniejsze działanie erozyjne, co przyczyniło się do pogorszenia jakości i ilości siedlisk ryb. W 1914 roku rzeka Rangitaiki została skierowana bezpośrednio do morza aktualnym ujściem w Thornton, a nowe ujście rzeki Tarawera zostało otwarte w 1917 roku. Tereny wzdłuż rzeki zostały zdrenowane kilkoma kanałami melioracyjnymi i zamienione na użytki rolne. Po dawnych mokradłach na równinie Rangitaiki pozostało kilka niewielkich płatów z niewielkimi oczkami wodnymi.
Reżim przepływu jest stały dzięki połączeniu dwóch faktów: dużego zbiornika wodnego jako źródła rzeki i wysoce przepuszczalnych gleb pumeksowych, co ogranicza spływ powierzchniowy na korzyść przesiąkania. W dół rzeki transportowane są duże ilości piasku i produktów wietrzenia pumeksu, co powoduje częste zmiany koryta, szczególnie w dolnym biegu. Większość organizmów dennych ma problemy z egzystencją w tego typu siedliskach.
W dolnym biegu rzeki woda jest ciemna, znacznie zanieczyszczona ściekami z okolicznych gospodarstw rolnych, a zwłaszcza kompleksu wielkich zakładów celulozowo-papierniczych firm Norske Skog, Oji Fibre Solutions i Svenska Cellulosa AB, położonych w Tasman Mill, na jej prawym brzegu, tuż poniżej miasta Kawerau. Jakość wody spadła do bardzo złego stanu pod koniec lat sześćdziesiątych i do połowy lat siedemdziesiątych ub. wieku. Od tego czasu przemysł papierniczy zaczął ulepszać utylizację odpadów przemysłowych i procesy technologiczne, aby zmniejszyć niekorzystny wpływ środowiska na ekosystem rzeki.